# Останнє покоління (Пікар)
Останнє покоління (The Last Generation) — десята і заключна серія третього сезону американського телевізійного серіалу «Зоряний шлях: Пікар». Сценарій епізоду написав і режисував Террі Маталас. Перший показ відбувся 20 квітня 2023 року.

## Зміст
«Це президент Об'єднаної федерації планет Антон Чеков, який транслює на всіх екстрених каналах. Не наближайтеся до Землі. Сигнал невідомого походження налаштував нашу молодь проти нас. Вони були асимільовані Боргом. Наш флот знищується і захист нашої планети падає. Сонячна станція захищає Землю, як може. Але час майже закінчився. Ми не змогли знайти спосіб зупинити цей сигнал Борга та повернути нашу молодь. Але я знаю — якби мій батько був тут, він би нагадав нам усім, що надія ніколи не вмирає. Завжди є можливості. А поки що я благаю вас: рятуйтеся. Прощавайте».
Пікар і команда «Ентерпрайза» знаходять куб Борга, що ховається в хмарах Юпітера. Коли сигнал лиха заповнює підпростір, «Ентерпрайз-D» знаходить куб Борга, що ховається у Великій червоній плямі. На борту знаходиться Джек Крашер — тепер Вокс, підтверджено, що він передає сигнал Борга, який контролює Зоряний флот.
Сьома, Раффі та старший персонал «Титана-А» захищають місток, відправляючи молодших членів екіпажу в замкнену транспортну кімнату. Вони — купа невдач — найближче до пілота — корабельний кухар, якому довелося залишити навчання, щоб взяти гастроном своєї матері. Але вони — усе, що залишилося від Зоряного флоту. Вони виявляють NCC-1701-D поблизу Юпітера і розуміють, що Пікар грає. Сьома звільняє «Титан» від асимільованої команди та вступає в бій з флотом. Куб відводить свою зброю та опускає щити, пропускаючи контингент Федерації на борт; більшість потужності йде на живлення сигналу. Пікар, Райкер і Ворф вирішують піднятися на борт Куба, відстежити ознаки життя Джека та вимкнути сигнал у джерелі. Пікар залишає коммодора Джорді Ла Форжа командувати. Коли вони виходять з містка, Жан-Люк каже: «Для мене було честю служити з вами», маючи на увазі, що очікує подорожі в один кінець.
Ворф і Райкер проникають у Куб, а Пікар підключається до розуму вулика, щоб врятувати Джека від впливу Королеви. Королева розповідає — після того, як патогенна атака Кетрін Джейнвей знищила Борг, залишки Колективу уклали угоду з ренегатами-метаморфами, щоб знищити Зоряний флот зсередини. Вона також розкриває свій намір — використати щойно асимільовану молодь Зоряного Флоту для виведення нового покоління Боргів, які знищать усе інше життя. Щоб виграти час Пікару, Сьома наказує задіяти невидимість: система формування флоту вимагає прямої видимості для роботи, і просто стати невидимим вивільняє «Титана». Потім вона починає тактику «вдарив-втік», відволікаючи асимільований флот. На жаль, Сідні, Аландра та інша молодь вириваються з транспортної кімнати та знищують маскувальний пристрій, наражаючи «Титан» на вогонь у відповідь, саме тоді, коли Спейсдок нарешті піддається нападу, а планетарний захист Землі ліквідується.
Асимільований флот виводить «Титана» з ладу, руйнує планетарні щити Землі та починає націлюватися на великі міста. «Ентерпрайз» знаходить маяк, що передає командний сигнал Джека, і знищує його, викликаючи ланцюгову реакцію. На борту куба надто тихо; більшість дронів або мертві, або вимикаються під час обслуговування сигналу. Крашер знаходить Джека, змушуючи команду гостей розділитися; Пікар визнає, що більше не може бути Капітаном, оскільки тепер він зобов'язаний вищому покликанню: бути батьком. Райкер і Ворф шукають активний термінал, а Пікар прямує за Джеком. Джек повністю асимілювався — він навіть має такий самий головний убір, як у Локутуса, включаючи лазерну указку — і його супроводжує королева Борга. Цей Куб і його дрони є останніми у своєму роді. Цього достатньо: за допомогою своїх союзників-метаморфів Королева навчилася продовжувати рід і прагне знищити Федерацію.
Тим часом Райкер і Ворф по радіо знаходять місце розташування передавача, але є проблема: він захований глибоко в центрі куба. Дейта справляється з цим викликом, доставляючи «Ентерпрайз» у надбудову Куба. Нарешті настав час для важкого вибору: передавач є серцем куба Борга, і його знищення призведе до знищення куба — з Пікаром і Джеком, які все ще знаходяться на ньому, утримувані перешкодами. Беверлі, хоче здатися, але Ворф і Райкер відмовляються повертатися, наполягаючи на тому, щоб йти врятувати Пікара. Вони прибувають саме тоді, коли Пікар, розуміючи, що у нього немає іншого виходу, добровільно пристосовується, щоб піти за Джеком. Пікару вдається звільнити Джека від впливу королеви. Вони зустрічаються в ментальній битві. Джек, самотній, який завжди почувався іншим, прийняв Борг як свою сім'ю. Пікар визнає, що він такий самий — приєднався до Зоряного флоту, щоби знайти Сім'ю. Але тепер він і Джек мають один одного, і, можливо, цього може бути достатньо. Джек все одно відмовляється, тому Пікар робить крок вперед: він пропонує залишитися з сином, що б не сталося. Це все, що потрібно, і Джек звільняється від програмування Борга, відділяючись від Колективу та вириваючи трубку, якою Пікард підключив себе. Побачивши це, Райкер бажає попрощатися зі своєю Імзаді. І Трой, усвідомлюючи це через свій ментальний зв'язок із ним, хапає штурвал й переносить корабель, щоб вони могли телепортувати Пікара та інших. «Ентерпрайз» телепортує Ворфа, Райкера, Пікара та Джека і втікає з Куба, що вибухнув.
Корабель Борга вибухає, а «Ентерпрайз-D» вилітає з вогняної кулі. На борту «Титана» об'єднаний екіпаж, який збирається знову захопити місток, раптово повертається до свідомості, а Сідні плаче в обіймах Сьомої. На містку «Ентерпрайза» багато щасливих зустрічей: родина Пікар-Крашер, родина Трой-Райкер, старі друзі Джорді, Дейта та Ворф, які відпочивають у командних кріслах. А Джорді бачить своїх доньок звільненими, щасливими та безпечними разом із Сьомою і Раффі через екран перегляду. Через 35 років загрозу Борга нейтралізовано (назавжди?).
Пікар та команда помилувані Зоряним флотом, тоді як «Ентерпрайз» повертається до Музею флоту. Коли Зоряний Флот повертається до нормального життя, адмірал Беверлі Крашер, нещодавно призначена керівником медичного відділу Зоряного Флоту, впроваджує транспортну технологію, яка дозволяє видаляти ДНК Борга — і ловити будь-яких самозванців-метаморфів. Сьома зрозуміла, що вона не підходить для Зоряного флоту, і пропонує піти у відставку, але у відповідь Тувок дає їй останню оцінку екіпажу — капітан Шоу, виступаючи в записі перед своєю смертю, визнає, що її інстинкти військовика цінні, і рекомендує підвищити її до капітана. Її відставка не приймається. За посмертною рекомендацією Шоу Тувок присвоює Сьомій звання капітана.
Рік потому команда згадує події за напоями та грою в покер. «Титан» перейменовано на «USS Enterprise-G», капітан якого тепер — Сьома, Раффі — перший офіцер. Нарешті Раффі запрошують зустрітися з її онукою; тепер вона та команда «Ентерпрайза» стали знаменитостями (цю інфлрмацію «злив» загалу Ворф з дому Марток), і її родина пишається нею. Ворф бажає їй великого майбутнього щастя. І Трой повертається до роботи, допомагаючи Дейті боротися зі своєю новознайденою людяністю; мабуть, він продовжує працювати над їхніми новими завданнями.
Джек тепер енсін Зоряного флоту — спеціальний радник капітана. Тепер «Ентерпрайз-D» зберігається на своєму законному місці в музеї флоту на Атан-Праймі. Спейсдок було перебудовано, і адмірали Пікар й Крашер проводжають енсіна Джека Крашера, який пришвидшено пройшов Академію — до його останньої посади.
Капітанка Сьома і перший офіцер Рафаела Музікер рушають в екскурсійний круїз, а Джек на містку як спеціальний радник капітана. Сьому просять вибрати її крилату фразу — і, отже, написати перший рядок її особистої спадщини.
У Лос-Анджелесі команда Пікара зібралася та знову зайняла бар; Гуінан, очевидно, спостерігала за ними півгодини, щоб змусити їх піти. Це не спрацьовує, оскільки Пікар оголошує тост і роздає покерну колоду. Пікар простягає руку своїм Справжнім сподвижникам.
Прапорщик Джек Крашер розпаковує речі у своїй каюті на борту нового «Ентерпрайза», але на нього натрапляє Q. Очевидно, Q вже не перед смертю; всесильні члени Континууму не повинні сприймати час лінійно. Джек зазначає, що, за словами Пікара, суд закінчився; Q визнає, що це було — для Жана-Люка. Випробування Джека тільки почалося.
Нам треба щось аналогове. Що бачило динозаврів.
 Здається — ми ця кавалерія. Тільки ми проти всього флоту.

## Створення
Музичну тему до серіалу написав Стівен Бартон

## Сприйняття та відгуки
На сайті «Rotten Tomatoes» епізод отримав 100 % підтримки на основі відгуків 6 критиків.
В огляді «StarTrek.com» зазначалося: «У епізоді 10, фіналі серіалу „Зоряний шлях: Пікар“, „Останнє покоління“, у відчайдушній останній битві Жан-Люк Пікар і покоління старих і нових команд борються разом, щоб врятувати галактику від найбільшої загрози, яку вони мали. коли-небудь зустрічався як сага „Зоряний шлях: наступне покоління“ доходить до захоплюючого, епічного завершення.»
В огляді «Den of Geek» серію оцінено у 5 зірок з 5 та зазначено: «Ніхто точно не проти ідеї серіалу, у якому налагоджені стосунки Джека з його колишніми товаришами по екіпажу та найкращі хлопці батька також є частиною великого світу його історії. Зрештою, 3 сезон „Пікара“ не навчив мене настільки, що інколи трапляються неможливі речі, якщо ти цього дуже хочеш. Але якщо це справжній кінець епохи, і наш час із командою „The Next Generation“ закінчився, я вдячний, що вони вийшли, і що ми всі отримали шанс бути частиною цього.»
«TV Tropes» здійснює детальний розбір аналогій, неспівпадінь та недоречностей епізоду.
В огляді «TrekMovie.com» зазначено: «„Останнє покоління“ — це все, чого ви можете забажати у фіналі сезону, а також в фіналі серіалу. Втіливши багато складних елементів, що ведуть до цього моменту. Фінал залишився простим, виклавши мету вимкнути маяк Борга, щоб врятувати галактику. Але всередині цього було багато шарів складності персонажів і навіть розбитих сердець, створюючи неймовірні результати. У результаті вийшли емоційні американські гірки з високими ставками, які змушували вас здогадуватися про низку хвилюючих моментів, коли ви відчували всю вагу цих персонажів та їхньої історії разом, і як це могло стати кінцем для будь-кого з них . Врівноважуючи речі, була необхідна кількість легких моментів, органічно приправлених у всьому.»
На сайті «IMDb» станом на березень 2023 року епізод отримав 9.4 з 10 зірок схвалення при 6967 голосах.

## Знімались
| Актор             | Роль            |
| ----------------- | --------------- |
| Патрік Стюарт     | Жан-Люк Пікар   |
| Джері Раян        | Сьома-з-Дев'яти |
| Ед Спелірс        | Джек Крашер     |
| Мішель Герд       | Раффі Музікер   |
| Левар Бертон      | Джорді Ла Форж  |
| Брент Спайнер     | Дейта           |
| Майкл Дорн        | Ворф            |
| Джонатан Фрейкс   | Вілл Райкер     |
| Гейтс Макфадден   | Беверлі Крашер  |
| Марина Сіртіс     | Діана Трой      |
| Еліс Кріге        | Королева Борг   |
| Тодд Стешвік      | Ліам Шоу        |
| Волтер Кеніг      | Павло Чехов     |
| Тім Расс          | Тувок           |
| Ешлі Шарп Честнат | Сідні Ла Форж   |
| Міка Бертон       | Аландра Ла Форж |
| Ренді Дж. Гудвін  | Джей            |
| Джозеф Лі         | Мура            |
| Джон де Лансі     | Q               |